# Gestão de recursos da tripulação
Gestão de recursos da tripulação ou Gestão de recursos do cockpit (CRM - Crew Resource Management)  é um conjunto de procedimentos de treino e formação para uso em ambientes onde o erro humano pode ter efeitos devastadores. A CRM é usada principalmente para melhorar a segurança da aviação, focando a comunicação interpessoal, a liderança e a tomada de decisão na cabine de aeronaves. O seu fundador foi David Beaty, um ex-piloto da Real Força Aérea Britânica e da BOAC que escreveu The Human Factor in Aircraft Accidents (1969). Apesar do considerável desenvolvimento de recursos eletrónicos desde então, muitos dos princípios que desenvolveu continuam a revelar eficácia.
Nos EUA a CRM começou formalmente com uma recomendação do National Transportation Safety Board (NTSB), escrita por Alan Diehl, investigador de segurança aérea do NTSB e psicólogo da aviação, na sequência  da investigação que realizou ao acidente do voo 173 da United Airlines em 1978. Os problemas envolvidos neste acidente incluíram uma tripulação do DC-8 que ficou sem combustível sobre Portland, Oregon, ao mesmo tempo que tentava solucionar um problema no trem de aterragem.
A expressão "gestão de recursos do cockpit" — que mais tarde se generalizou para "gestão de recursos da tripulação" — foi cunhada em 1979 pelo psicólogo da NASA John Lauber, que durante vários anos estudou os processos de comunicação nos cockpits. Embora mantendo uma hierarquia de comando, o conceito pretendia promover uma cultura de cockpit menos autoritária, na qual os co-pilotos eram encorajados a questionar os comandantes se os observassem a cometer erros.
A CRM surgiu na sequência do desastre aéreo de Tenerife em 1977, no qual duas aeronaves Boeing 747 colidiram na pista, nele morrendo 583 pessoas. Nos EUA, a United Airlines foi a primeira companhia aérea a lançar um programa abrangente de CRM, que iniciou em 1981. Na década de 1990 a CRM tornou-se um norma mundial.
A United Airlines formou os seus comissários de bordo para usarem as competências da CRM em conjunto com os pilotos, criando assim uma camada adicional de comunicação e um reforço do trabalho em equipa. Estudos demostraram que o uso da CRM por ambos os grupos de trabalho reduziu as barreiras à comunicação e que os problemas podiam ser resolvidos de forma mais eficiente, levando a um aumento da segurança. Os conceitos de treino de CRM foram modificados para uso numa ampla gama de atividades, incluindo controle de tráfego aéreo, movimentação de navios, combate a incêndios e em equipas de cirurgia, atividades nas quais as pessoas têm de tomar decisões perigosas e críticas em termos de tempo.

## Visão geral
O atual termo genérico "gestão de recursos da tripulação" (CRM) foi amplamente adotado, mas também é conhecido como "gestão de recursos do cockpit", "gestão de recursos da cabine de pilotagem" e "comando, liderança e gestão de recursos". Quando as técnicas de CRM são aplicadas a outras áreas, podem ter outras designações específicas, tais como gestão de recursos de manutenção, gestão de recursos da ponte ou gestão de recursos marítimos.
A formação em CRM abrange uma ampla gama de conhecimentos, competências e atitudes, incluindo comunicação, consciência situacional, resolução de problemas, tomada de decisão e trabalho em equipe; juntamente com todas as subdisciplinas associadas que cada uma dessas áreas envolve. CRM pode ser definida como um sistema que utiliza recursos para promover a segurança no local de trabalho.
A CRM preocupa-se com as competências cognitivas e as competências interpessoais necessárias para gerir recursos dentro de um sistema organizado e não tanto com o conhecimento técnico e as habilidades necessárias para operar equipamentos. Neste contexto, as competências cognitivas são definidas como processos mentais usados para obter e manter consciência situacional, resolver problemas e tomar decisões. As competências interpessoais são vistas como comunicação e comportamentos associadas ao trabalho em equipa.
Organizações de aviação, incluindo grandes companhias aéreas e a aviação militar, introduziram o treino de CRM para as tripulações. O treino em CRM é agora um requisito obrigatório para pilotos comerciais, que trabalham sob regulação da FAA (EUA) e da EASA (Europa). O sistema NOTECHS é usado para avaliar competências não-técnicas. Seguindo o exemplo da indústria da aviação comercial, o Departamento de Defesa dos EUA começou a treinar as suas tripulações do ar em CRM em meados da década de 1980.  A Força Aérea e a Marinha dos EUA exigem que todos os membros da tripulação aérea recebam treino anual de CRM, com o intuito de reduzir acidentes causados por erros humanos. O Exército dos EUA tem a sua própria versão de CRM, designada por "Aircrew Coordination Training Enhanced" (ACT-E).

## Estudos de caso

### Voo 173 da United Airlines
Diehl  foi designado para investigar este acidente e compreendeu que este era semelhante a vários outros grandes acidentes aéreos, incluindo a queda do voo 401 da Eastern Air Lines  e a colisão na pista entre os Boeing 747 da Pan Am e da KLM em Tenerife.

### Voo 232 da United Airlines
O capitão Al Haynes, piloto do voo 232 da United Airlines, considera a CRM como um dos fatores que salvou a sua vida e a de muitas outras pessoas no acidente de Sioux City, Iowa, em julho de 1989:

### Air France 447
Uma análise deste acidente atribui à falha em seguir os procedimentos adequados de CRM como um fator que contribuiu para o acidente fatal do voo 447 da Air France no Oceano Atlântico em 2009, do Rio de Janeiro para Paris. O relatório final concluiu que a aeronave caiu após inconsistências temporárias entre as medições de velocidade do ar — provavelmente devido à obstrução dos tubos de Pitot por cristais de gelo, que fizeram com que o piloto automático se desconectasse —, após o que a tripulação reagiu incorretamente, fazendo com que a aeronave entrasse em estol aerodinâmico do qual não recuperou.

Após a recuperação da caixa-negra dois anos depois do acidente, análises independentes foram publicadas antes e depois do relatório oficial ser emitido pelo BEA, o conselho de segurança aérea da França. Um deles foi um relatório francês no livro "Erreurs de Pilotage", escrito por Jean-Pierre Otelli, que revelou os minutos finais da conversa gravada na cabine. De acordo com a Popular Mechanics, que examinou a conversa na cabine pouco antes do acidente:
Os homens falharam completamente num importante processo conhecido como gestão de recursos da tripulação ou CRM. Essencialmente não estão a conseguir cooperar. Não é claro para nenhum deles quem é responsável por o quê e quem está a fazer o quê.

### Voo First Air 6560
O Conselho Canadiano de Segurança nos Transportes (CTSB) determinou que uma falha na Gestão de Recursos da Tripulação foi em grande parte responsável pela queda do voo 6560 da First Air, um Boeing 737-200, em Resolute, Nunavut, a 20 de agosto de 2011. Uma bússola com defeito deu à tripulação uma direção incorreta, embora o sistema de aterragem por instrumentos e o Sistema de Posicionamento Global (GPS) indicassem que eles estavam fora do curso. O primeiro oficial fez várias tentativas para indicar o problema ao comandante, mas a falha em seguir os procedimentos da companhia aérea e a falta de um protocolo de comunicação padronizado para indicar um problema levaram o comandante a ignorar os avisos do primeiro oficial. Ambos os pilotos também estavam sobrecarregados com os preparativos para a aterragem, o que fez com que nenhum deles conseguisse prestar total atenção ao que estava a acontecer.
A First Air aumentou o tempo dedicado à CRM na sua formação, como resultado deste acidente e o CTSB recomendou que os órgãos reguladores e as companhias aéreas padronizassem os procedimentos e o treino de CRM no Canadá.

### Voo 32 da Qantas
O sucesso do voo 32 da Qantas foi atribuído ao trabalho em equipa e às competências de CRM. Susan Parson, editora do Safety Briefing da Administração Federal de Aviação (FAA) escreveu: "Claramente, o desempenho da tripulação do QF32 foi um exemplo corajoso de profissionalismo e da habilidade de pilotagem que todo cidadão da aviação deve aspirar a imitar".

Carey Edwards, autor de Airmanship, escreveu:
O desempenho da tripulação, comunicações, liderança, trabalho em equipa, gestão de carga de trabalho, consciência situacional, resolução de problemas e tomada de decisões resultaram em zero ferimentos para os 450 passageiros e tripulantes. O QF32 permanecerá como um dos melhores exemplos de pilotagem na história da aviação. 

## Adoção do sistema noutros campos

### Transporte
Os conceitos básicos e a ideologia da CRM provaram ter êxito em campos relacionados com a aviação. Na década de 1990, diversas empresas de aviação comercial e agências internacionais de segurança da aviação começaram a estender a CRM ao controle de tráfego aéreo, ao design de aeronaves e à manutenção de aeronaves. A expansão da CRM para a manutenção de aeronaves ganhou visibilidade como Gestão de Recursos de Manutenção (MRM). Para tentar padronizar o treino de CRM a todo o setor, a FAA emitiu a Circular Consultiva 120–72, Treino em Gestão de Recursos de Manutenção em setembro de 2000.
Após um estudo sobre acidentes de aviação ocorridos entre 1992 e 2002, a Força Aérea dos Estados Unidos determinou que cerca de 18% dos acidentes com as suas aeronaves foram diretamente atribuíveis a erros humanos na manutenção, que frequentemente ocorreram muito antes do voo em que problemas foram descobertos. Esses "erros latentes" incluem falhas no cumprimento dos manuais publicados das aeronaves, falta de comunicação assertiva entre técnicos de manutenção, supervisão deficiente e práticas de montagem inadequadas. Em 2005, para lidar com esses acidentes aéreos induzidos por erros humanos, o tenente-coronel Doug Slocum, chefe de segurança da  Guarda Aérea Nacional (ANG) 162nd Fighter Wing, em Tucson, ordenou a modificação do programa de CRM de base para uma versão militar chamada Gestão de recursos de manutenção (MRM).[carece de fontes?]
Em meados de 2005, a Divisão de Segurança da Aviação da Guarda Aérea Nacional converteu o programa MRM de Slocum num programa nacional disponível para os caças da Guarda Aérea Nacional em 54 estados e territórios dos EUA. Em 2006, o Conselho de Supervisão de Segurança de Defesa (DSOC) do Departamento de Defesa dos EUA (DoD) reconheceu o valor de prevenção de acidentes deste programa de segurança de manutenção, ao financiar parcialmente uma variante do ANG MRM para treino em toda a Força Aérea dos EUA. Esta versão do MRM, iniciada pela ANG e financiada pelo DoD, ficou conhecida como Gestão de Recursos de Manutenção da Força Aérea (AF-MRM) e é agora amplamente utilizada na Força Aérea dos EUA.
O Painel de Reguladores de Segurança Ferroviária da Austrália adaptou a CRM ao transporte ferroviário como Gestão de Recursos Ferroviários e desenvolveu um kit gratuito de recursos. As equipes de operação de comboios da National Railroad Passenger Corporation (Amtrak) nos Estados Unidos são instruídas sobre os princípios de CRM durante os seus cursos anuais de formação. [carece de fontes?]
CRM foi adotado pelos transportes marítimos  em todo o mundo. A Convenção STCW e o Código STCW, edição de 2017, publicados pela IMO estabelecem os requisitos para o treino em Gestão de Recursos da Ponte e Gestão de Recursos da Sala de Máquinas. Trata-se de treinos aprovados em terra, em simulador ou em experiência de serviço. A maioria das escolas de formação marítima oferece cursos para oficiais de convés e de sala de máquinas. Cursos de atualização são realizados a cada cinco anos. São designados por gestão de recursos marítimos.

### Combate a incêndios
Após o uso bem-sucedido no treino de aviação, CRM foi identificado como um potencial programa de melhoria de segurança para os serviços de combate a incêndios. Ted Putnam defendeu uma maior atenção aos factores humanos que contribuem para acidentes e quase-acidentes, com base nos princípios da CRM. Em 1995, o Dr. Putnam organizou o primeiro Workshop sobre Fatores Humanos para incêndios florestais. O Dr. Putnam também escreveu um artigo em que aplica conceitos de CRM à análise das mortes violentas de 14 bombeiros florestais no incêndio de South Canyon, no Colorado.[carece de fontes?]
A partir deste artigo, foi iniciado um movimento nos Serviços de Incêndio Florestal e Estrutural para aplicar conceitos de CRM a situações de resposta a emergências. Desde então, vários programas foram desenvolvidos para treinar equipas de emergência nesses conceitos e ajudar a detectar avarias nesses ambientes stressantes. [carece de fontes?]

### Assistência médica
Elementos de CRM têm sido aplicados na área da saúde nos EUA desde o final da década de 1990, especificamente na prevenção de infecções. Por exemplo, procedimentos de boas práticas recomendam o uso de uma lista de verificação ao inserir um cateter venoso central. O observador que confere a lista de verificação geralmente tem uma classificação mais baixa do que a pessoa que insere o cateter. O observador é encorajado a comunicar quando os elementos do pacote não são executados; por exemplo, se ocorreu uma violação da esterilidade.

#### EquipeSTEPPS
A Agência de Pesquisa e Qualidade em Saúde (AHRQ), uma divisão do Departamento de Saúde e Serviços Humanos dos Estados Unidos, também oferece treino baseado em princípios de CRM para equipas de saúde. Este treino, denominado Estratégias e Ferramentas de Equipa para Melhorar o Desempenho e a Segurança do Paciente (TeamSTEPPS) e o programa está atualmente a ser implementado em hospitais, instalações de cuidados de longa duração e clínicas de cuidados primários em todo o mundo.  O TeamSTEPPs foi concebido para melhorar a segurança do paciente, ensinando os profissionais de saúde a colaborar melhor entre si, usando ferramentas como reuniões rápidas, debriefings, transferências e verificações posteriores. Foi demonstrado que a implementação do TeamSTEPPS melhora a segurança do paciente. Há evidências de que as intervenções do TeamSTEPPS são difíceis de implementar e não são universalmente eficazes. Existem estratégias que os líderes da área da saúde podem usar para melhorar as suas possibilidades de sucesso na implementação, como recorrer a  comportamentos de monitorização, capacitação e apoio.